# Panzergrenadier-Division Großdeutschland
La Panzergrenadier-Division Großdeutschland (ou Grossdeutschland, signifiant « Grande Allemagne ») était une division d'infanterie mécanisée (en allemand : Panzergrenadier-Division) de l'Armée de terre allemande (la Heer), au sein de la Wehrmacht, pendant la Seconde Guerre mondiale.

## Création de la Panzergrenadier-Division Großdeutschland
À l'origine, de la future unité combattante il y a la création d'un « Wachregiment Berlin » dont les fonctions vont de la sécurité aux tâches de garnison et de cérémonial.
 
Après la nomination de Hitler comme chancelier et les élections législatives allemandes de mars 1933, le régiment est progressivement transformé pour devenir une unité de prestige. Il est au fur et à mesure transformé pour devenir, le 23 juin 1937,  la Garde d'honneur de Berlin (Wachtruppe) et pour garder les bâtiments officiels et parader sous la porte de Brandebourg.
Devenue l'unité de la garde du Führer, elle est entraînée pour le combat moderne d’infanterie.
Composée de formations issues de l’ensemble de l’Allemagne, et plus seulement de la région berlinoise, elle prend le nom de Infanterie-Regiment Großdeutschland le 12 avril 1939.
Au début de 1943, l’Infanterie-Regiment Großdeutschland devient l’Infanterie-Division Großdeutschland (mot.).
En juin 1943, l’Infanterie-Division Großdeutschland (mot.) devient la Panzergrenadier-Division Großdeutschland.

## Historique
En 1938 et durant la drôle de guerre alors que les troupes la Wehrmacht entrent dans la Sarre, l'Autriche et la Tchécoslovaquie, les soldats du Wachregiment Berlin ne font que défiler sur Unter den Linden et la porte de Brandebourg tous les dimanches. 

Élevée à la taille d'un régiment à quatre bataillons, l'unité prend le nom de Infanterie-Regiment Großdeutschland le 12 avril 1939 auquel vient s'ajouter, en août 1939 un régiment d'escorte pour le Führer Adolf Hitler. En septembre le casque blanc est adopté comme insigne.

Si le Großdeutschland ne participe pas à la campagne de Pologne, il est envoyé, en octobre après sa fusion avec le régiment d'application de l'infanterie de Döberitz (de), pour subir un entrainement poussé au camp de Grafenwöhr.

En novembre 1939 le régiment est envoyé à Montabaur en réserve du XIXe corps d'armée, commandé par le général Heinz Guderian, qui dépend du groupe d'armées A.

### Le régiment Großdeutschland pendant la campagne de France
Le 10 mai 1940, lors du plan Jaune, la plus grande partie du régiment Großdeutschland est attachée au corps blindé Guderian à la 10e Panzerdivision. Le régiment est à la pointe de l'attaque allemande à travers le Luxembourg, afin de pénétrer en France par le sud de la Belgique.

Le 13 mai, il atteint Sedan après avoir percé dans les Ardennes et traversé la Meuse. Le régiment reste alors en réserve pour protéger la tête de pont allemande en prévision d'une contre-attaque française.

Le 15 mai, il reçoit son baptême du feu pendant les violents combats avec les forces blindées françaises durant la bataille de Stonne.

Il poursuit ensuite sa progression en direction de Dunkerque, en passant par Saint-Quentin puis se trouve engagé, le 21 mai dans la bataille d'Arras, puis au sud de Dunkerque le 24 mai.

Le 4 juin 1940, l'opération Dynamo achevée, le Großdeutschland est dirigé et engagé sur Amiens, avant de poursuivre, à partir du 9 juin, l'armée française en pleine débâcle. Le régiment arrive sur l'Oise le 11 juin puis sur la Seine le 15 juin.

Le 16 juin, le régiment Großdeutschland, rattaché au XIVe corps d'armée sous les ordres du groupement blindé Kleist, participe aux opérations vers les Alpes et le sud de la France. Partant de Troyes, il reçoit comme objectif de s’emparer du Creusot et de son complexe industriel qu'il occupe le 17 juin, alors qu'un de ses bataillons, de pointe, parvient à Mâcon.
 
Le 18 juin, le régiment poursuit sa progression vers le sud, par la route nationale 6 atteignant Villefranche-sur-Saône en soirée ou il reçoit la mission de prendre Lyon, le lendemain, déclarée ville ouverte.

Le 19 juin vers 9 h 30, le GD se heurte aux défenses de Montluzin défendues avec acharnement par le 25e régiment de tirailleurs sénégalais, situées au sud des Chères. Le régiment contourne la position par l'Est et la vallée de la Saône et fait prisonniers, non loin de Chasselay, les rescapés du 25e RTS commandés par le colonel Bouriand. Les tirailleurs Sénégalais prisonniers sont massacrés, dans un champ, par les soldats du régiment Großdeutschland et de la 3e Panzerdivision SS Totenkopf.
Dans l’après-midi, le GD entre dans Lyon par la Croix-Rousse et atteint le quartier de la préfecture vers 16 heures.

Le « Großdeutschland » reste à Lyon et dans sa banlieue jusqu'à la création de la ligne de démarcation le 4 juillet 1940 puis sera transféré à Paris jusqu'en octobre où il sera envoyé au camp du Valdahon. Le régiment quitte la France, en avril 1941, pour les Balkans.

## Liste des commandants successifs
| Début          | Fin          | Grade           | Nom                          |
| -------------- | ------------ | --------------- | ---------------------------- |
| Juillet 1939   | Février 1940 | Oberstleutnant  | Wilhelm von Stockhausen (de) |
| Février 1940   | Mai 1940     | Oberstleutnant  | Gerhard von Schwerin         |
| Mai 1940       | Août 1941    | Oberst          | Wilhelm von Stockhausen      |
| Août 1941      | Avril 1942   | Oberst          | Walter Hörnlein              |
| Avril 1942     | Avril 1944   | Generalmajor    | Walter Hörnlein              |
| Avril 1944     | Août 1944    | Generalleutnant | Hasso von Manteuffel         |
| Septembre 1944 | Mai 1945     | Oberst          | Karl Lorenz                  |

## Composition

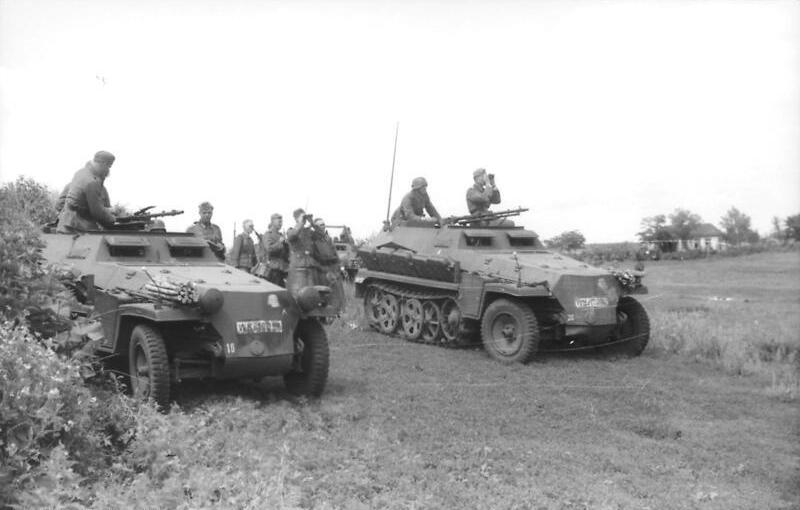
2 SdKfz 250 de la « Großdeutschland » en mission d'observation à Okhtyrka en Ukraine.

Composition de l’Infanterie-Division Großdeutschland (mot.) au début de 1943 : 
- Infanterie-Regiment Großdeutschland 1
- Infanterie-Regiment Großdeutschland 2
- Aufklärungs-Abteilung Großdeutschland  (groupe de reconnaissance)
- Panzer-Regiment Großdeutschland
- Panzerjäger-Abteilung Großdeutschland (groupe de chasseurs de chars)
- SturmGeschütz-Abteilung Großdeutschland (groupe de canons automoteurs)
- Artillerie-Regiment Großdeutschland
- Pionier-Bataillon Großdeutschland (génie d'assaut)
- Flak-Artillerie-Abteilung Großdeutschland (groupe de Flak)

## Théâtres d'opérations

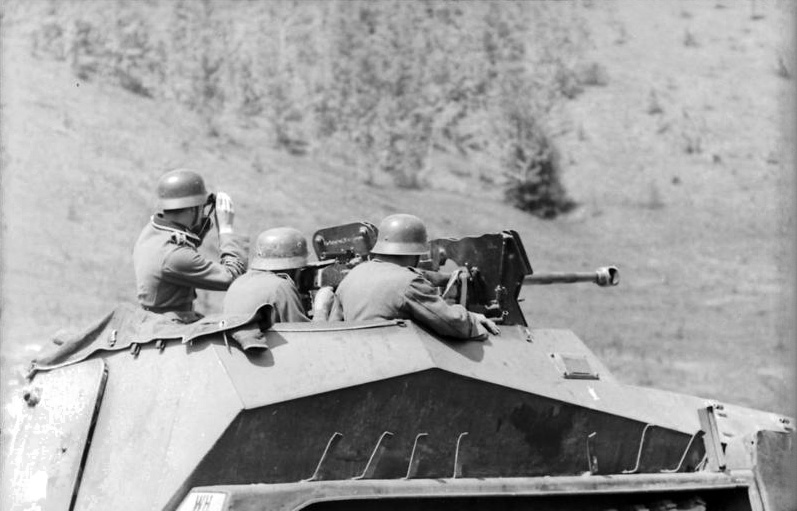
Sonderkraftfahrzeug 250/11 en URSS le 23 septembre 1943 guerre mondiale.

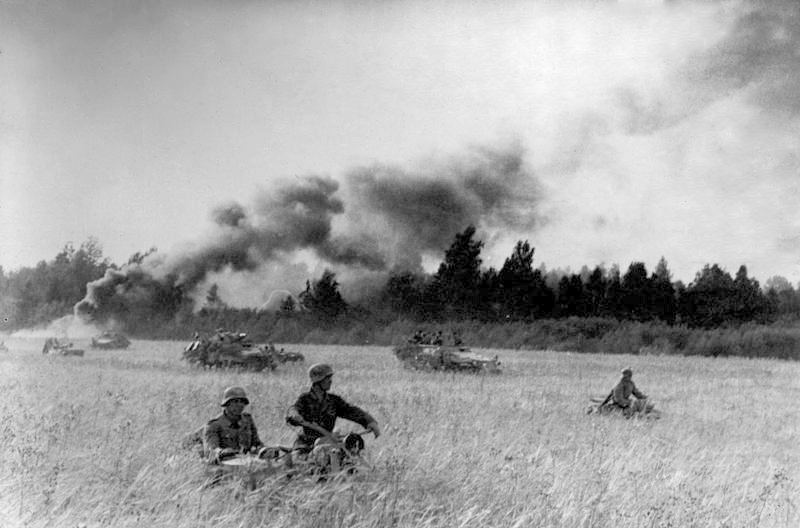
Éléments de la division Großdeutschland sur le front de l'Est en 1944.

Les théâtres d’opérations dans lesquels la division est intervenue sont principalement les suivants :
- 1940 : bataille de France ;
- avril-mai 1941 : invasion de la Yougoslavie, bataille de Grèce (opération Marita) ;
- du 22 juin 1941 au 5 décembre 1941 : opération Barbarossa (invasion de l'Union soviétique) ;
- juin 1942 : opération Fall Blau, la division participe aux deux premières phases de l'opération, et combat notamment à Voronej, avant d'être mise en réserve en juillet ;
- 1942 : la division combat dans le saillant de Rjev ;
- mars 1943 : troisième bataille de Kharkov ;
- 23 juin 1943 : la division est renommée « Panzergrenadier-Division Großdeutschland », reçoit trois compagnies de chars Tigre et participe à la bataille de Koursk ;
- début 1944 : la « Großdeutschland » se bat dans le secteur de Krivoï-Rog, Kirovograd puis Iași ;
- octobre 1944 : sous les ordres du Generalmajor Karl Lorenz, elle est en Lituanie avec le 39e Panzerkorps de la 3e Panzerarmee ;
- de décembre 1944 à mars 1945 : la division se bat à Memel, Königsberg puis Pillau ; elle participe aux violents combats qui font suite à la percée de l'Armée rouge sur la Vistule ;
- d’avril 1945 au 2 mai 1945 : les derniers éléments de la division sont évacués vers le Schleswig-Holstein, où ils sont ensuite capturés par les Anglais ; toutefois, neuf compagnies du Wachregiment (régiment de la garde) participent à la bataille de Berlin.

## Personnalités ayant servi au sein de la «Großdeutschland»
- Dimitri, auteur français de bande dessinée, alias Guy Sajer (auteur de l’autobiographie Le Soldat oublié).